# 1. Fußball-Club Nürnberg Verein für Leibesübungen 1997-1998
Questa voce raccoglie le informazioni riguardanti il 1. Fußball-Club Nürnberg Verein für Leibesübungen nelle competizioni ufficiali della stagione 1997-1998.

## Stagione
Nella stagione 1997-1998 il Norimberga, allenato da Willi Entenmann e Felix Magath, concluse il campionato di 2. Bundesliga al 3º posto e fu promosso in Bundesliga. In Coppa di Germania il Norimberga fu eliminato al primo turno dall'Alemannia Aquisgrana.

## Rosa
| N. |                      | Ruolo | Calciatore         |
| -- | -------------------- | ----- | ------------------ |
| 1  | Svizzera (bandiera)  | P     | Andreas Hilfiker   |
| 1  | Germania (bandiera)  | P     | Rainer Berg        |
| 3  | Germania (bandiera)  | D     | Helmut Rahner      |
| 4  | Turchia (bandiera)   | D     | Kemal Halat        |
| 5  | Germania (bandiera)  | C     | Peter Knäbel       |
| 6  | Germania (bandiera)  | D     | Frank Baumann      |
| 7  | Germania (bandiera)  | C     | Michael Wiesinger  |
| 8  | Germania (bandiera)  | D     | Henning Bürger     |
| 9  | Germania (bandiera)  | A     | Markus Kurth       |
| 10 | Germania (bandiera)  | C     | Marc Oechler       |
| 11 | Germania (bandiera)  | C     | Christian Möckel   |
| 12 | Germania (bandiera)  | C     | Thomas Richter     |
| 13 | Germania (bandiera)  | P     | Sebastian Dürnagel |
| 14 | Rep. Ceca (bandiera) | C     | Daniel Šmejkal     |

| N. |                               | Ruolo | Calciatore            |
| -- | ----------------------------- | ----- | --------------------- |
| 15 | Germania (bandiera)           | D     | Markus Grasser        |
| 16 | Togo (bandiera)               | C     | Cheriffe Touré        |
| 17 | Germania (bandiera)           | C     | Timo Rost             |
| 18 | Croazia (bandiera)            | C     | Ivica Simunec         |
| 19 | Germania (bandiera)           | A     | Jürgen Falter         |
| 20 | Germania (bandiera)           | A     | Martin Driller        |
| 21 | Rep. Ceca (bandiera)          | C     | Roman Hogen           |
| 22 | Germania (bandiera)           | P     | Christoph Müller      |
| 24 | Germania (bandiera)           | C     | Armin Störzenhofecker |
| 25 | Germania (bandiera)           | D     | Uwe Schneider         |
| 26 | Germania (bandiera)           | C     | Sven Löhner           |
| 27 | Germania (bandiera)           | C     | Thomas Ziemer         |
| 29 | Macedonia del Nord (bandiera) | A     | Saša Ćirić            |

## Organigramma societario
Area tecnica
- Allenatore: Felix Magath
- Allenatore in seconda:
- Preparatore dei portieri:
- Preparatori atletici:

## Calciomercato

### Sessione estiva
| Acquisti | Acquisti         | Acquisti       | Acquisti |
| R.       | Nome             | da             | Modalità |
| -------- | ---------------- | -------------- | -------- |
| P        | Andreas Hilfiker | Aarau          |          |
| P        | Rainer Berg      | Monaco 1860    |          |
| A        | Martin Driller   | St. Pauli      |          |
| C        | Marc Fiechter    | Lugano         |          |
| C        | Roman Hogen      | Chmel Blšany   |          |
| P        | Christoph Müller | Norimberga II  |          |
| D        | Helmut Rahner    | Kilmarnock     |          |
| C        | Thomas Richter   | Greuther Fürth |          |
| C        | Daniel Šmejkal   | Slavia Praga   |          |
| C        | Thomas Ziemer    | Hansa Rostock  |          |

| Cessioni | Cessioni         | Cessioni       | Cessioni |
| R.       | Nome             | a              | Modalità |
| -------- | ---------------- | -------------- | -------- |
| P        | Goran Ćurko      | TeBe Berlino   |          |
| A        | Mirza Golubica   | Suhopolje      |          |
| A        | Vīts Rimkus      | Erzgebirge Aue |          |
| A        | Andras Tölcseres | Quelle Fürth   |          |

### Sessione invernale
| Acquisti | Acquisti   | Acquisti | Acquisti |
| R.       | Nome       | da       | Modalità |
| -------- | ---------- | -------- | -------- |
| A        | Saša Ćirić | Aarau    |          |

| Cessioni | Cessioni        | Cessioni               | Cessioni |
| R.       | Nome            | a                      | Modalità |
| -------- | --------------- | ---------------------- | -------- |
| C        | Marc Fiechter   | San Gallo              |          |
| C        | Christian Hassa | Greuther Fürth         |          |
| D        | Carsten Keuler  | Unterhaching           |          |
| C        | Thomas Rösl     | SG Post Süd/Regensburg |          |

## Risultati

### 2. Bundesliga

#### Girone di andata
| Arbitro: | Koop |

|                                               |           |                      |
| Schürmann 5’ Weidemann 71’ Meyer 76’ Löbe 90’ | Marcatori | 85’ Falter 90’ Hogen |

| Arbitro: | Müller |

|                                      |           |             |
| Ziemer 18’, 51’ Falter 74’ Kurth 77’ | Marcatori | 14’ Slimane |

| Arbitro: | Kemmling |

|                                     |           |            |
| Heidrich 25’ (rig.) Bittencourt 84’ | Marcatori | 5’ Driller |

| Arbitro: | Friedrichs |

|           |           |                                      |
| Kurth 14’ | Marcatori | 27’ Weber 88’ Zimmermann 90’ Rusayev |

| Arbitro: | Hauer |

|                                                     |           |               |
| Hubchev 15’ Güntensperger 27’, 75’ (rig.) Weber 45’ | Marcatori | 90’ Wiesinger |

| Norimberga 12 settembre 1997, ore 19:00 CEST 6ª giornata | Norimberga | 0 – 0 referto | Uerdingen 05 | Frankenstadion (19 200 spett.)\| Arbitro: \| Schößling \| |
| Arbitro:                                                 | Schößling  |               |              |                                                           |

| Arbitro: | Kinhöfer |

|             |           |  |
| Stendel 89’ | Marcatori |  |

| Arbitro: | Meyer |

|               |           |  |
| Wiesinger 83’ | Marcatori |  |

| Arbitro: | Merk |

|  |           |             |
|  | Marcatori | 43’ Driller |

| Arbitro: | Fröhlich |

|            |           |  |
| Bürger 51’ | Marcatori |  |

| Arbitro: | Weiner |

|                           |           |                                                          |
| Herzberger 6’ Ouakili 82’ | Marcatori | 14’, 80’ Möckel 25’ Wiesinger 44’ (aut.) Wache 81’ Kurth |

| Arbitro: | Margenberg |

|                       |           |  |
| Ziemer 43’ Möckel 58’ | Marcatori |  |

| Arbitro: | Hilmes |

|  |           |           |
|  | Marcatori | 70’ Kurth |

| Arbitro: | Byernetzky |

|  |           |          |
|  | Marcatori | 42’ Tare |

| Arbitro: | Blumenstein |

|  |           |                     |
|  | Marcatori | 26’ Störzenhofecker |

| Arbitro: | Wendorf |

|            |           |  |
| Möckel 51’ | Marcatori |  |

| Arbitro: | Schütz |

|             |           |              |
| Lehmann 22’ | Marcatori | 9’ Wiesinger |

#### Girone di ritorno
| Arbitro: | Weiner |

|           |           |  |
| Kurth 72’ | Marcatori |  |

| Arbitro: | Schößling |

|  |           |           |
|  | Marcatori | 29’ Ćirić |

| Arbitro: | Kinhöfer |

|                                           |           |                    |
| Wiesinger 5’ Ćirić 23’ Ananiev 59’ (aut.) | Marcatori | 9’ (rig.) Heidrich |

| Arbitro: | Friedrichs |

|  |           |                                   |
|  | Marcatori | 15’, 89’ (rig.) Richter 33’ Kurth |

| Arbitro: | Wack |

|  |           |                                      |
|  | Marcatori | 13’ Wiesinger 74’ Richter 85’ Ziemer |

| Arbitro: | Werthmann |

|  |           |        |
|  | Marcatori | 7’ Epp |

| Arbitro: | Gettke |

|                                                |           |  |
| Ćirić 20’ Ziemer 72’ (rig.) Wiesinger 75’, 89’ | Marcatori |  |

| Arbitro: | Frey |

|                            |           |                       |
| Oberleitner 33’ Täuber 75’ | Marcatori | 52’ Simunec 89’ Ćirić |

| Arbitro: | Müller |

|  |           |          |
|  | Marcatori | 70’ Dürr |

| Amburgo 17 aprile 1998, ore 19:00 CEST 27ª giornata | St. Pauli | 0 – 0 referto | Norimberga | Millerntor-Stadion (19 909 spett.)\| Arbitro: \| Steinborn \| |
| Arbitro:                                            | Steinborn |               |            |                                                               |

| Arbitro: | Blumenstein |

|               |           |  |
| Wiesinger 84’ | Marcatori |  |

| Arbitro: | Byernetzky |

|                      |           |                           |
| Viertel 22’ Klee 64’ | Marcatori | 27’, 80’ Ćirić 85’ Ziemer |

| Arbitro: | Schütz |

|           |           |           |
| Kurth 66’ | Marcatori | 28’ Krieg |

| Arbitro: | Hauer |

|                       |           |             |
| Niestroj 14’ Tare 84’ | Marcatori | 70’ Driller |

| Arbitro: | Meyer |

|                      |           |                         |
| Ćirić 48’ Möckel 85’ | Marcatori | 56’ Feinbier 71’ Bläker |

| Arbitro: | Weiner |

|            |           |           |
| Sailer 59’ | Marcatori | 29’ Ćirić |

| Arbitro: | Schößling |

|                              |           |                       |
| Ćirić 16’ Wiesinger 48’, 56’ | Marcatori | 42’, 69’, 81’ Irrgang |

### Coppa di Germania
| Arbitro: | Schütz |

|                                       |                      |                                         |
| Bluhm Scheinhardt Lasser Thiele Krohm | Tiri di rigore 4 – 3 | Richter Ziemer Driller Wiesinger Knäbel |

## Statistiche

### Statistiche di squadra
| Competizione      | Punti | In casa | In casa | In casa | In casa | In casa | In casa | In trasferta | In trasferta | In trasferta | In trasferta | In trasferta | In trasferta | Totale | Totale | Totale | Totale | Totale | Totale | DR  |
| Competizione      | Punti | G       | V       | N       | P       | Gf      | Gs      | G            | V            | N            | P            | Gf           | Gs           | G      | V      | N      | P      | Gf     | Gs     | DR  |
| ----------------- | ----- | ------- | ------- | ------- | ------- | ------- | ------- | ------------ | ------------ | ------------ | ------------ | ------------ | ------------ | ------ | ------ | ------ | ------ | ------ | ------ | --- |
| 2. Bundesliga     | 59    | 17      | 9       | 4       | 4       | 25      | 14      | 17           | 8            | 4            | 5            | 27           | 21           | 34     | 17     | 8      | 9      | 52     | 35     | +17 |
| Coppa di Germania | -     | 0       | 0       | 0       | 0       | 0       | 0       | 1            | 0            | 1            | 0            | 0            | 0            | 1      | 0      | 1      | 0      | 0      | 0      | 0   |
| Totale            | 59    | 17      | 9       | 4       | 4       | 25      | 14      | 18           | 8            | 5            | 5            | 27           | 21           | 35     | 17     | 9      | 9      | 52     | 35     | +17 |

### Andamento in campionato
| Giornata  | 1  | 2 | 3  | 4  | 5  | 6  | 7  | 8  | 9  | 10 | 11 | 12 | 13 | 14 | 15 | 16 | 17 | 18 | 19 | 20 | 21 | 22 | 23 | 24 | 25 | 26 | 27 | 28 | 29 | 30 | 31 | 32 | 33 | 34 |
| --------- | -- | - | -- | -- | -- | -- | -- | -- | -- | -- | -- | -- | -- | -- | -- | -- | -- | -- | -- | -- | -- | -- | -- | -- | -- | -- | -- | -- | -- | -- | -- | -- | -- | -- |
| Luogo     | T  | C | T  | C  | T  | C  | T  | C  | T  | C  | T  | C  | T  | C  | T  | C  | T  | C  | T  | C  | T  | T  | C  | C  | T  | C  | T  | C  | T  | C  | T  | C  | T  | C  |
| Risultato | P  | V | P  | P  | P  | N  | P  | V  | V  | V  | V  | V  | V  | P  | V  | V  | N  | V  | V  | V  | V  | V  | P  | V  | N  | P  | N  | V  | V  | N  | P  | N  | N  | N  |
| Posizione | 15 | 8 | 12 | 16 | 18 | 18 | 18 | 16 | 14 | 10 | 7  | 5  | 5  | 5  | 5  | 4  | 5  | 2  | 2  | 2  | 1  | 2  | 2  | 1  | 1  | 2  | 2  | 2  | 2  | 2  | 2  | 2  | 3  | 3  |

Legenda:

Luogo: C = Casa; T = Trasferta. Risultato: V = Vittoria; N = Pareggio; P = Sconfitta.

### Statistiche dei giocatori
!! colspan="4" | Totale

| Giocatore          | 2. Bundesliga | 2. Bundesliga | 2. Bundesliga | 2. Bundesliga | Coppa di Germania F. Baumann | Coppa di Germania F. Baumann | Coppa di Germania F. Baumann | Coppa di Germania F. Baumann | 32       | 0    | 5           | 0          | 1 | 0 | 0 | 0 | 33 | 0 | 5 | 0 |
| Giocatore          | Presenze      | Reti          | Ammonizioni   | Espulsioni    | Presenze                     | Reti                         | Ammonizioni                  | Espulsioni                   | Presenze | Reti | Ammonizioni | Espulsioni |   |   |   |   |    |   |   |   |
| R. Berg            | 5             | 0             | 0             | 0             | 1                            | 0                            | 0                            | 0                            | 6        | 0    | 0           | 0          |   |   |   |   |    |   |   |   |
| H. Bürger          | 28            | 1             | 5             | 0             | 0                            | 0                            | 0                            | 0                            | 28       | 1    | 5           | 0          |   |   |   |   |    |   |   |   |
| M. Driller         | 14            | 3             | 1             | 0             | 1                            | 0                            | 1                            | 0                            | 15       | 3    | 2           | 0          |   |   |   |   |    |   |   |   |
| S. Dürnagel        | 0             | 0             | 0             | 0             | 0                            | 0                            | 0                            | 0                            | 0        | 0    | 0           | 0          |   |   |   |   |    |   |   |   |
| J. Falter          | 9             | 2             | 1             | 0             | 1                            | 0                            | 0                            | 0                            | 10       | 2    | 1           | 0          |   |   |   |   |    |   |   |   |
| M. Fiechter        | 3             | 0             | 0             | 0             | 0                            | 0                            | 0                            | 0                            | 3        | 0    | 0           | 0          |   |   |   |   |    |   |   |   |
| M. Grasser         | 6             | 0             | 0             | 0             | 1                            | 0                            | 0                            | 0                            | 7        | 0    | 0           | 0          |   |   |   |   |    |   |   |   |
| K. Halat           | 12            | 0             | 2             | 0             | 1                            | 0                            | 0                            | 0                            | 13       | 0    | 2           | 0          |   |   |   |   |    |   |   |   |
| C. Hassa           | 7             | 0             | 0             | 0             | 1                            | 0                            | 0                            | 0                            | 8        | 0    | 0           | 0          |   |   |   |   |    |   |   |   |
| A. Hilfiker        | 18            | 0             | 0             | 0             | 0                            | 0                            | 0                            | 0                            | 18       | 0    | 0           | 0          |   |   |   |   |    |   |   |   |
| R. Hogen           | 4             | 1             | 0             | 0             | 0                            | 0                            | 0                            | 0                            | 4        | 1    | 0           | 0          |   |   |   |   |    |   |   |   |
| P. Knäbel          | 10            | 0             | 4             | 0             | 1                            | 0                            | 0                            | 0                            | 11       | 0    | 4           | 0          |   |   |   |   |    |   |   |   |
| M. Kurth           | 33            | 7             | 2             | 0             | 1                            | 0                            | 1                            | 0                            | 34       | 7    | 3           | 0          |   |   |   |   |    |   |   |   |
| S. Löhner          | 1             | 0             | 0             | 0             | 0                            | 0                            | 0                            | 0                            | 1        | 0    | 0           | 0          |   |   |   |   |    |   |   |   |
| C. Möckel          | 14            | 5             | 2             | 0             | 0                            | 0                            | 0                            | 0                            | 14       | 5    | 2           | 0          |   |   |   |   |    |   |   |   |
| C. Müller          | 12            | 0             | 0             | 0             | 0                            | 0                            | 0                            | 0                            | 12       | 0    | 0           | 0          |   |   |   |   |    |   |   |   |
| M. Oechler         | 20            | 0             | 3             | 0             | 1                            | 0                            | 0                            | 0                            | 21       | 0    | 3           | 0          |   |   |   |   |    |   |   |   |
| H. Rahner          | 23            | 0             | 5             | 0             | 0                            | 0                            | 0                            | 0                            | 23       | 0    | 5           | 0          |   |   |   |   |    |   |   |   |
| T. Richter         | 32            | 3             | 4             | 0             | 1                            | 0                            | 0                            | 0                            | 33       | 3    | 4           | 0          |   |   |   |   |    |   |   |   |
| T. Rost            | 9             | 0             | 2             | 0             | 0                            | 0                            | 0                            | 0                            | 9        | 0    | 2           | 0          |   |   |   |   |    |   |   |   |
| U. Schneider       | 20            | 0             | 0             | 0             | 0                            | 0                            | 0                            | 0                            | 20       | 0    | 0           | 0          |   |   |   |   |    |   |   |   |
| I. Simunec         | 19            | 1             | 3             | 0             | 0                            | 0                            | 0                            | 0                            | 19       | 1    | 3           | 0          |   |   |   |   |    |   |   |   |
| A. Störzenhofecker | 29            | 1             | 8             | 1             | 0                            | 0                            | 0                            | 0                            | 29       | 1    | 8           | 1          |   |   |   |   |    |   |   |   |
| C. Touré           | 4             | 0             | 0             | 0             | 0                            | 0                            | 0                            | 0                            | 4        | 0    | 0           | 0          |   |   |   |   |    |   |   |   |
| M. Wiesinger       | 34            | 11            | 3             | 0             | 1                            | 0                            | 0                            | 0                            | 35       | 11   | 3           | 0          |   |   |   |   |    |   |   |   |
| T. Ziemer          | 31            | 6             | 2             | 0             | 1                            | 0                            | 0                            | 0                            | 32       | 6    | 2           | 0          |   |   |   |   |    |   |   |   |
| S. Ćirić           | 17            | 9             | 4             | 0             | 0                            | 0                            | 0                            | 0                            | 17       | 9    | 4           | 0          |   |   |   |   |    |   |   |   |
| D. Šmejkal         | 23            | 0             | 1             | 0             | 1                            | 0                            | 0                            | 0                            | 24       | 0    | 1           | 0          |   |   |   |   |    |   |   |   |